# Paraloricaria vetula
Paraloricaria vetula är en fiskart som först beskrevs av Valenciennes, 1835.  Paraloricaria vetula ingår i släktet Paraloricaria och familjen Loricariidae. Inga underarter finns listade i Catalogue of Life.